# Carlos A. Giménez
Carlos Antonio Giménez (nacido el 17 de enero de 1954) es un político y exbombero estadounidense que representa actualmente al 26.° distrito congresional de Florida ante la Cámara de Representantes de los Estados Unidos. Pertenece al Partido Republicano.

## Primeros años y educación
Giménez nació en La Habana, Cuba, en 1954 de ganaderos de la provincia de Oriente. En 1960, su familia emigró a los Estados Unidos a raíz de la Revolución Cubana, instalándose en lo que se convirtió en la Pequeña Habana, Miami.
Giménez asistió a Columbus High School cerca de Miami y obtuvo una licenciatura en administración pública de Barry University.

## Carrera
Giménez se unió al Departamento de Bomberos de la Ciudad de Miami como bombero en 1975. Fue nombrado jefe de bomberos en 1991, sirviendo hasta el año 2000.
Desde el 2000 hasta el 2003 Giménez sirvió como administrador de la ciudad y comisionado del condado de Miami-Dade. A partir de 2004 y hasta 2011 fue miembro de la Junta de Comisionados del Condado.
Desde 2011 hasta 2020 Giménez sirvió como alcalde del condado Miami-Dade.
Inició sus pasos en el Congreso después de postularse como candidato republicano, ganando las primarias contra Omar Blanco con 29.480 votos que representaron el 59.9%. Y más tarde, venció a la demócrata Debbie Mucarsel-Powell con 177.223 votos, que representaron el 51.7%. Su primer periodo, el actual, termina el 3 de enero de 2023.
Durante su tiempo en el Congreso ha sido miembro del Comité de Transporte e Infraestructura, el Comité de Seguridad Nacional y el Comité de Ciencia, Espacio y Tecnología.

## Vida personal
Giménez está casado con Lourdes Portela y juntos tienen 3 hijos y 6 nietos. Giménez anunció que él y su esposa habían resultado positivos para Covid-19 el 27 de noviembre de 2020.